# Квинт Помпей Вописк Гай Арунций Кателий Целер
Квинт Помпей Вописк Гай Арунций Кателий Целер (на латински: Quintus Pompeius Vopiscus Gaius Arruntius Catellius Celer) е политик и сенатор на Римската империя през 1 век.

## Биография
По рождение принадлежи към фамилията Арунции-Целер. Осиновен е от Луций Помпей Вописк, който е суфектконсул през 69 г. и произлиза от Виен от фамилията Помпеи, клон Вописк, и стар приятел на император Отон.
През 77/78 г. Квинт Помпей е legatus Augusti pro praetore Lusitaniae, легат на римската провинция Лузитания. През октомври 77 г. e суфектконсул в отсъствие. През 82/83 г. е curator viarum и curator aedium sacrarum locorumque publicorum. През 85/89 г. е легат, legatum procinciae Hispaniae Citerioris на Тараконска Испания. От 77 до 92 г. е арвалски брат, frater Arvalis.

## Деца
- Квинт Помпей Вописк Гай Арунций Кателий Целер Алий Сабин (суфектконсул с Адриан и Антонин Пий).